# Grupo Desportivo de Chaves
El Grupo Desportivo de Chaves es un club de fútbol portugués situado en Chaves, distrito de Vila Real. Fue fundado en 1949 y juega en la Liga de Honra.

## Historia
El Grupo Desportivo de Chaves fue fundado el 27 de septiembre de 1949 mediante la fusión de los dos equipos de la localidad: el Flávia Sport —recién ascendido a Tercera División— y el Atlético Clube Flaviense, hasta entonces rivales. La nueva entidad se mantuvo sin problemas en las categorías inferiores; subió en 1973 a la Segunda División, y doce temporadas más tarde logró el ascenso a Primera División.
La mejor época del Chaves se dio a finales de los años 1980, bajo la dirección de Raul Águas. En 1984/85 debutaron con un sexto lugar y al año siguiente fueron quintos, lo que les permitió disputar la Copa de la UEFA 1987/88. A pesar de un breve descenso en 1993/94, el conjunto tramontano fue un habitual de la máxima categoría durante trece cursos, hasta el descenso definitivo en 1998/99.
El Chaves se vio afectado por una crisis deportiva y financiera que le hizo militar en divisiones inferiores durante toda la década de 2000. En el 2009/10 se dio una situación inusual: aunque el cuadro azulgrana descendió a la tercera categoría, pudo llegar por sorpresa a la final de la Copa de Portugal, en la que fueron derrotados 1-2 por el FC Oporto. Aquel resultado permitió la refundación de la entidad, y luego de regresar a Segunda en 2013/14, el Chaves se ganó el ascenso a Primeira Liga en 2016 tras 17 años de ausencia.

## Estadio
El G. D. Chaves disputa sus partidos como local en el Estadio Municipal de Chaves, con capacidad para 8.000 espectadores. Fue inaugurado en 1930 y desde entonces ha sido sometido a numerosas reformas. El 2 de junio de 2000 albergaría por primera vez un partido de la selección de fútbol de Portugal, un amistoso frente a Gales.
El estadio de Chaves es conocido por ser el lugar donde Cristiano Ronaldo debutó con la selección lusa, el 20 de agosto de 2003 frente a Kazajistán.

## Organigrama deportivo

### Jugadores
Plantilla 2024-25

## Palmarés
- II Divisão: 2

2008/09, 2012/13

## Participación en competiciones de la UEFA
| Temporada | Torneo   | Ronda | Club                     | Casa | Visita | Global  |
| --------- | -------- | ----- | ------------------------ | ---- | ------ | ------- |
| 1987/88   | UEFA Cup | 1     | FC Universitatea Craiova | 2-1  | 2-3    | 4-4 (a) |
| 1987/88   | UEFA Cup | 2     | Honved                   | 1-2  | 1-3    | 2-5     |